# Nilo Fabra y Herrero
Nilo Fabra y Herrero (Madrid, 1882-Madrid, 1923) fue un escritor y periodista español, hijo del también escritor Nilo María Fabra.

## Biografía
Nacido en 1882 en Madrid, era hijo del escritor Nilo María Fabra. Dedicado desde joven al periodismo, fue redactor de la agencia de su nombre y colaborador de varios periódicos madrileños y de otras provincias, entre ellos El Mundo de los Niños, La Edad Dichosa, La Elegancia, Los Debates, Electra y Germinal. Hacia 1903 reemplazó a su padre como corresponsal político del Diario de Barcelona. Más adelante formó parte de la redacción de los diarios El Sol y La Voz. Fabra, que también cultivó la poesía, falleció en su ciudad natal el 17 de marzo de 1923 y fue enterrado en el cementerio de San Justo.